# Clarkson (Nebraska)
Clarkson é uma cidade localizada no estado americano de Nebraska, no Condado de Colfax.

## Demografia
Segundo o censo americano de 2000, a sua população era de 685 habitantes.
Em 2006, foi estimada uma população de 662, um decréscimo de 23 (-3.4%).

## Geografia
De acordo com o United States Census Bureau, a localidade tem uma área de 1,8 km², sem área coberta por água. Clarkson localiza-se a aproximadamente 445 m acima do nível do mar.

## Localidades na vizinhança
O diagrama seguinte representa as localidades num raio de 28 km ao redor de Clarkson.